# Лукасевич Вікентія
Вікентія Лукасе́вич (нар. 1843, Львів — пом. близько 1900) — українська актриса.

## Біографія
Народилася 1843 року у місті Львові (нині Україна). Упродовж 1864—1881 років, з перевами, працювала у Руському народному театрі у Львові; у 1868 році — в трупі Ю. Нижанківського; у 1869—1870 роках — у трупі Антона Моленцького; у 1870 році — у трупі К. Воловича; у 1871—1873 роках — у трупі П. Возняковського; у 1876—1880 і 1883—1889 роках — у трупі Омеляна Бачинського. Помела близько 1900 року.

## Творчість
Зіграла ролі:
- Олена («Щира любов» Григорія Квітки-Основ'яненка);
- Агата («Гнат Приблуда» Сидора Воробкевича).

Була майстром художнього слова: в репертуарі — «Причинна», «Тополя» Тараса Шевченка.